# Йер (футбольный клуб)
«Йер» (фр. Hyères)— французский футбольный клуб из одноимённого города, в настоящий момент выступает в «Любительском чемпионате Франции» («Насьональ 2»), четвёртом по силе дивизионе Франции. Клуб был основан в 1912 году, домашние матчи проводит на арене «Стад Перрук», вмещающей 1410 зрителей. В Лиге 1 «Иёр» принимал участие лишь однажды, в её первом розыгрыше в сезоне 1932/33, в котором он занял 9-е место в своей группе и вылетел в Лигу 2.